# Mass Sarr
Mass Sarr Junior (ur. 6 lutego 1973 w Monrovii) – liberyjski piłkarz grający na pozycji napastnika. W swojej karierze 36 razy wystąpił w reprezentacji Liberii i strzelił 9 goli.

## Kariera klubowa
Karierę piłkarską Sarr rozpoczął w klubie Mighty Barolle z Monrovii. W 1988 roku zadebiutował w jego barwach w liberyjskiej Premier League. Grał w nim do 1990 roku. W latach 1988 i 1989 wywalczył z nim mistrzostwo Liberii.
W 1990 roku Sarr wyjechał do Europy, a jego pierwszym klubem na tym kontynencie było francuskie AS Monaco. Przez rok nie zaliczył debiutu w Ligue 1 i w 1991 roku odszedł do drugoligowego SAS Épinal. W 1992 roku został piłkarzem Olympique Alès i grał w nim do lata 1995.
Kolejnym klubem w karierze Sarra był chorwacki Hajduk Split. W latach 1996–1998 trzykrotnie z rzędu został z Hajdukiem wicemistrzem Chorwacji. W 1998 roku odszedł do Reading, grającego w angielskiej Division Two. W sezonie 2000/2001 grał w australijskim Sydney Olympic.
W 2001 roku Sarr odszedł do malezyjskiego Selangoru. W 2002 roku został z nim mistrzem Malezji, a w 2004 roku zakończył sportową karierę.
| Sezon   | Klub           | Kraj      | Rozgrywki      | Mecze | Bramki |
| ------- | -------------- | --------- | -------------- | ----- | ------ |
| 1988    | Mighty Barolle | Liberia   | Premier League | ?     | ?      |
| 1989    | Mighty Barolle | Liberia   | Premier League | ?     | ?      |
| 1990    | Mighty Barolle | Liberia   | Premier League | ?     | ?      |
| 1990/91 | AS Monaco      | Francja   | Ligue 1        | 0     | 0      |
| 1991/92 | SAS Épinal     | Francja   | Ligue 2        | 10    | 1      |
| 1992/93 | Olympique Alès | Francja   | Ligue 2        | 27    | 11     |
| 1993/94 | Olympique Alès | Francja   | Ligue 2        | 28    | 6      |
| 1994/95 | Olympique Alès | Francja   | Ligue 2        | 29    | 6      |
| 1995/96 | Hajduk Split   | Chorwacja | Prva HNL       | 24    | 9      |
| 1996/97 | Hajduk Split   | Chorwacja | Prva HNL       | 18    | 6      |
| 1997/98 | Hajduk Split   | Chorwacja | Prva HNL       | 17    | 2      |
| 1998/99 | Reading        | Anglia    | Division Two   | 28    | 3      |
| 1999/00 | Reading        | Anglia    | Division Two   | 3     | 0      |
| 2000/01 | Sydney Olympic | Australia | A-League       | 10    | 0      |
| 2001    | Selangor FA    | Malezja   | Super League   | ?     | ?      |
| 2002    | Selangor FA    | Malezja   | Super League   | ?     | ?      |
| 2003    | Selangor FA    | Malezja   | Super League   | ?     | ?      |
| 2004    | Selangor FA    | Malezja   | Super League   | ?     | ?      |

## Kariera reprezentacyjna
W reprezentacji Liberii Sarr zadebiutował w 1989 roku. W 1996 roku był w kadrze Liberii na Puchar Narodów Afryki 1996. Rozegrał na nim jeden mecz, z Gabonem (2:1), w którym strzelił gola.
W 2002 roku Sarr został powołany do kadry na Puchar Narodów Afryki 2002. Wystąpił na nim jeden raz, w spotkaniu z Nigerią (0:1). W kadrze narodowej grał do 2002 roku. Zagrał w niej w 79 meczach i strzelił 4 gole.